# Rhamphomyia curvicauda
Rhamphomyia curvicauda är en tvåvingeart som beskrevs av Frey 1949. Rhamphomyia curvicauda ingår i släktet Rhamphomyia och familjen dansflugor. Inga underarter finns listade i Catalogue of Life.